# Galar Pandu Asmoro
Galar Pandu Asmoro (ur. 1983 w Surabai) – indonezyjski wspinacz sportowy, specjalizował się we wspinaczce na czas. Trzykrotny złoty medalista mistrzostw Azji.

## Kariera sportowa
Dwukrotny mistrz Azji na czas indywidualnie w latach 2005 oraz 2015. W roku 2015 został złotym medalistą mistrzostw Azji w sztafecie na czas.

## Osiągnięcia

### Mistrzostwa Azji
| Konkurencje           | 2004 | 2005 | 2009 | 2015 |
| Bouldering            | —    | —    | 26   | —    |
| Prowadzenie           | —    | 30   | —    | —    |
| Wspinaczka na czas    | 8    | 1    | 15   | 1    |
| Sztafeta wsp. na czas | —    | —    | —    | 1    |